# Fan Zhengyi
Fan Zhengyi (chinesisch 范争一, Pinyin Fàn Zhēng Yī; * 27. Januar 2001 in Harbin) ist ein chinesischer Snookerspieler aus Heilongjiang. Seit 2018 ist er Profi auf der World Snooker Tour. 2022 gewann er das European Masters.

## Karriere

### Jugend und Anfänge
Bereits mit 5 Jahren begann Fan Zhengyi mit dem Billardspielen. Er galt als „Wunderkind“ und konnte von Anfang an mit Jugendlichen mithalten, die wesentlich älter waren als er. Er hatte sogar noch früher mit Tischtennis begonnen und wollte dem ebenfalls aus Harbin stammenden Olympiasieger Kong Linghui nacheifern, aber als ihm ein Trainer bescheinigte, nicht genug Talent zu besitzen, gab er dem Billard und insbesondere dem Snooker den Vorzug. Anfangs übte er das Spielen ohne Anleitung. Mit 9 Jahren wurde er dann nach Shenzhen geschickt zu Wu Wenzhong, dem ehemaligen Trainer von Ding Junhui. Drei Jahre wurde er von Wu unterrichtet, der auch andere große Talente betreute und Nationaltrainer war. Danach ging Fan nach Dongguan und Foshan und 2016 schließlich an die World Snooker Academy des chinesischen Verbands CBSA.
Erste Erfahrungen mit dem internationalen Snooker sammelte er mit 12 Jahren auf der Asian Tour, die Teil Players Tour Championship war. An fünf chinesischen Turnieren nahm er bis zum Aus der Tour 2016 teil. Allerdings gelang ihm nur ein Sieg bei den Haining Open 2015 gegen seinen Landsmann Fang Xiongman. Im selben Jahr nahm er auch erstmals an der U21-Asienmeisterschaft teil, schied aber bereits in der Gruppenphase aus. Bei der zweiten Teilnahme 2017 erreichte er nicht nur die Finalrunde, sondern kam sogar ins Finale. Das verlor er mit 1:6 gegen Yuan Sijun. Daraufhin nahm er auch der U21-Weltmeisterschaft teil und erreichte auch da das Endspiel. In einem rein chinesischen Endspiel traf er auf Luo Honghao und setzte sich nach 2:5-Rückstand noch knapp mit 7:6 durch. Damit qualifizierte er sich auch mit 17 Jahren für die Profitour der folgenden beiden Jahre. Er nahm anschließend auch noch an der Amateurweltmeisterschaft teil, verlor aber in Runde 2 gegen Luo mit 1:5.

### Profianfänge und Turniersieg
Die Saison 2018/19 begann für den Chinesen mit einer Serie von Niederlagen, vielen davon zu Null. Es dauerte bis zur International Championship im Oktober, dass er sich erstmals in einem umkämpften Match mit 6:5 gegen seinen Landsmann Lü Haotian durchsetzen konnte. Erst gegen Saisonende bei den Gibraltar Open folgte ein zweiter Sieg gegen Harvey Chandler ebenfalls knapp im Decider mit 4:3. Damit hatte er eine schwere Ausgangsposition für das zweite Jahr und erst nach mehreren Turnieren folgten die nächsten Siege. Bei den English Open gewann er gegen Riley Parsons und Chris Wakelin jeweils mit 4:3 und kam erstmals unter die letzten 32. Ein 6:4 über Zhou Yuelong bei der UK Championship und dasselbe Ergebnis gegen Wildcard-Spieler Dylan Emery bei der Weltmeisterschaft waren zwei Erfolge bei den großen Turnieren, brachten ihn in der Rangliste aber nicht nach vorne, weshalb er nach zwei Jahren seinen Profistatus wieder verlor. Er nahm aber an der Q School teil, um sofort wieder zurückkehren zu können. Gleich im ersten Turnier gelang ihm der Durchmarsch ins Finale. Das Entscheidungsspiel gewann er mit 4:2 gegen Michael White, wodurch er sich zwei weitere Profijahre sicherte. 
Diesmal begann die Saison mit einem Sieg und einem Unentschieden, was ihm immerhin Platz 2 in seiner Championship-League-Gruppe hinter Judd Trump brachte. Auch beim zweiten Gruppenturnier, der WST Pro Series holte er zwei Siege, dagegen verlor er bei den Ausscheidungsturnieren durchweg seine Auftaktspiele. Erst am Saisonende gelangen ihm bei den letzten beiden Turnieren noch zwei Siege, womit er sich erneut am unteren Ende des Profifelds wiederfand. Auch in der ersten Hälfte der Saison 2021/22 schied er immer in der ersten oder zweiten Runde aus. Der erste Achtungserfolg gelang ihm Anfang 2022 beim German Masters, wo er sich gegen Gegner aus der unteren Hälfte der Weltrangliste bis ins Viertelfinale vorkämpfte. Gleich anschließend gelang ihm beim European Masters in Runde 3 mit einem 5:4 gegen Kyren Wilson der erste Sieg über einen Topspieler. Er setzte seinen Lauf mit Siegen über Yan Bingtao, David Gilbert und Graeme Dott fort und stand im Finale dem Weltranglistendritten Ronnie O’Sullivan gegenüber. In einem Duell auf Augenhöhe hatte er immer einen leichten Vorteil und gewann schließlich mit dem Decider mit 10:9. Sein erster Profisieg brachte ihn in der Rangliste um fast 50 Plätze auf Platz 31 nach oben. Damit hatte er sich im Profifeld etabliert und für den Tourverbleib spielte es keine Rolle mehr, dass ihm in den verbleibenden vier Turnieren der Saison nur noch ein Sieg gelang.

### Weitere Jahre auf der Profitour
Auch zu Beginn der Saison 2022/23 hatte er Schwierigkeiten, wieder in die Erfolgsspur zu finden. Erst beim Champion of Champions gelang ihm gegen Neil Robertson wieder ein bemerkenswerter Sieg. Er kam sogar ins Halbfinale, wo er aber mit 2:6 gegen O’Sullivan verlor. Danach kam beim Shoot-Out und beim German Masters immerhin in Runde 3 und schlug dabei Ding Junhui bzw. Shaun Murphy. Den erfolgreichen Abschluss bildete die Weltmeisterschaft: Durch Siege über Iulian Boiko und Stephen Maguire qualifizierte er sich erstmals für die Hauptrunde im Crucible Theatre. Dort verlor er dann aber gegen den Weltranglistendritten Mark Allen klar mit 5:10. Damit konnte er sich knapp unter den Top 32 halten. Mit einem Revanchesieg gegen Mark Allen und einem Sieg über Gary Wilson beim Shanghai Masters 2023 unterstrich er, dass er auch mit besser platzierten Spielern mithalten konnte. Bei dem Turnier kam er ebenso ins Viertelfinale, wie anschließend bei den British Open. Danach folgten allerdings wieder ein paar frühe Niederlagen, bevor beim German Masters das dritte Viertelfinale folgte. Allerdings hatte er in der Zweijahreswertung der Weltrangliste den Sieg beim European Masters 2022 zu kompensieren, der aus der Wertung fiel. Ausgerechnet bei dem Turnier schied er aber schon in Runde 1 aus, ebenso wie bei der WM am Saisonende. Damit fiel er in der Rangliste wieder zurück bis auf Platz 50.
Zu Beginn der Saison 2024/25 vergab er erst einmal viele Punkte unter anderem durch eine Auftaktniederlage beim hochdotierten neuen Saudi Arabia Masters. Bei den English Open erreichte er immerhin das Achtelfinale. Dort spielte er auch in der Auftaktrunde das erste Maximum Break seiner Karriere. Im weiteren Saisonverlauf kam er aber nicht mehr über die zweite Runde hinaus. Erst bei der abschließenden Weltmeisterschaft besiegte er Robbie Williams und Michael Holt und qualifizierte sich zum zweiten Mal für das Crucible. Er wurde erneut gegen Mark Allen gelost und verlor erneut in der WM-Arena, trotzdem verteidigte er damit seine Tourplatzierung. Im Folgejahr blieb er in den ersten fünf Spielen ohne Sieg, daran änderte auch sein zweites Maximum, erzielt in der Championship League, nichts.

## Erfolge
Ranglistenturniere
- Sieg: European Masters (2022)
- Viertelfinale: German Masters (2022), British Open (2023), German Masters (2024)

Einladungsturniere
- Halbfinale: Champion of Champions (2022)
- Viertelfinale: Shanghai Masters (2023)